# بورتلاند بريس
بورتلاند بريس ليمتد (بالإنجليزية: Portland Press Limited)‏  هي شركة نشر مملوكة بالكامل لجمعية الكيمياء الحيوية [الإنجليزية]، وهي ناشر للمجلات والكتب في علوم الحياة الخلوية والجزيئية. وتعود الفائض من مبيعات منشوراتها إلى المجتمع العلمي من خلال أنشطة الجمعية الكيميائية الحيوية.
تقوم شركة بورتلاند بريس بنشر الكتب والمجلات والعديد من المجلات الأكاديمية المطبوعة والإلكترونية. وتصدر مجلة "الكيميائي الحيوي" (ذا بايوكيمست) بالإضافة إلى ذلك:
- بايوكيميكال جورنال [الإنجليزية]
- ندوة مجتمع الكيمياء الحيوية [الإنجليزية] (عبر الإنترنت فقط)
- معاملات المجتمع البيوكيميائية [الإنجليزية]
- تقارير العلوم البيولوجية [الإنجليزية]
- علم إشارات الخلية الحيوية [الإنجليزية]
- العلوم السريرية
- مقالات في الكيمياء الحيوية [الإنجليزية]
- الإشارات العصبية [الإنجليزية]